# Eddy Wally
Eddy Wally, né Eduard Van De Walle le 12 juillet 1932 à Zelzate (Flandre-Orientale, Belgique) et mort le 6 février 2016 dans cette même ville, est un chanteur belge néerlandophone.
Il s'auto-proclama la « voix de l'Europe ». Il est aussi connu sur internet sous le nom de "Wow guy".

## Biographie
Eduard Van De Walle est né le 12 juillet 1932 à Zelzate. Il a deux sœurs. Son père, ouvrier dans une usine de goudron, est aussi joueur d'accordéon. Il insiste pour qu'Eduard s'intéresse à la musique, mais meurt jeune. Eduard arrête alors ses études pour participer aux besoins de sa famille et travailler dans une usine textile transfrontalière à Sas de Gand. Pendant les pauses, il joue de la guitare et chante. Il se marie en 1956, et a une première fille en 1957. Il quitte alors son emploi et travaille dans la maroquinerie avec sa belle-mère.
Il s'achète un accordéon en 1959 et commence à jouer dans les cafés.
Il enregistre son premier disque, Oh Gitana, en 1964. Il gagne une notoriété locale et enregistre son premier album, Ma Bella, en 1965. Avec l'argent gagné, il fait construire un café et dancing à Ertvelde, qui s'appelle d'abord Eddy Wally's Texas Bar puis Paris-Las Vegas.
Il rencontre le producteur de schlager Johnny Hoes, avec qui il enregistre le tango Chérie. La chanson est un succès, d'abord aux Pays-Bas grâce à radio Veronica, et ensuite seulement en Flandre. Le single est vendu à 100 000 exemplaires en trois mois aux Pays-Bas. Jan Van Rompaey (nl) invite alors Eddy Wally à son émission Echo (nl) sur la BRT, ce qui augmente encore la popularité de Chérie. Le 24 octobre 1966, la chanson atteint le numéro un dans les classements.
En 1968 la chanson Als marktkramer ben ik geboren, toujours avec Johnny Hoes, est un nouveau succès.
Eddy Wally s'est produit dans le monde entier en tant que crooner et homme de spectacle, de la Chine à l'Australie, dans toute l'Europe, aux États-Unis d'Amérique et, pour 24 représentations en 1979, en URSS.
Eddy Wally était principalement connu pour ses chansons Chérie, qui a été double disque de platine, Ik spring uit een vliegmachien (« Je saute d'un avion »), et Dans Mi Amor.

### Iconographie culturelle
En dehors et sur la scène, Eddy Wally se présentait habillé de costumes étincelants, brillants et chers. Ils se caractérisaient par un style kitsch, réminiscence de Liberace. La garde-robe extravagante d'Eddy Wally avait été acquise par le  Stedelijk Modemuseum de Hasselt en 2004, et avait été présentée sous le titre de Eddy Wally's Geweldige Garderobe. Cette exposition consistait de 115 habits faits sur mesure, chacun étant évalué à 5 000 € l'unité.

L'artiste belge Kamagurka a dit de lui en octobre 2009 : 

« Eddy Wally est popart. »

Eddy Wally apparaît fréquemment dans l'émission de télévision anglaise Eurotrash, principalement pour ses habits extravagants et son nom.

## Héritage
Un astéroïde, (9205) Eddywally, a été baptisé d'après son nom. Il orbite autour du Soleil, entre Mars et Jupiter.

## Internet
Depuis 2007, Eddy Wally est l'objet d'un mème internet par le biais d'un court clip vidéo dans lequel on le voit rentrer dans le champ de la caméra par le bas puis disant « Wow! » en faisait un clin d’œil avant de quitter le cadre de la caméra,.

## Discographie

### Albums
| Titre                                   | Date de sortie | Meilleure position | Nombre de semaines | Remarques |
| --------------------------------------- | -------------- | ------------------ | ------------------ | --------- |
| Mijn allergrootste successen            | 1995           | 44                 | 4                  |           |
| 50 jaar hits                            | 2002           | 31                 | 5                  |           |
| Eddy 80 - Het allerbeste van Eddy Wally | 2012           | 6                  | 33*                |           |

### Singles
| Titre                          | Année | Date d'entrée au classement | Meilleure position | Nombre de semaines | Remarques   |
| ------------------------------ | ----- | --------------------------- | ------------------ | ------------------ | ----------- |
| Chérie                         | 1966  | 03-09-1966                  | 1 (3 semaines)     | 19                 | Disque d'or |
| Rode rozen                     | 1967  | 11-03-1967                  | 17                 | 8                  |             |
| Rood is je mond                | 1967  | 09-09-1967                  | 10                 | 9                  |             |
| Dans met mij de laatste tango! | 1969  | 06-12-1969                  | 16                 | 1                  |             |
| Chérie (Is In Da House)        | 1995  | 15-04-1995                  | 3                  | 19                 |             |
| Als housekramer ben ik geboren | 1995  | 02-09-1995                  | 4                  | 9                  |             |
| Ik spring uit 'n vliegmachien  | 1996  | 03-02-1996                  | 26                 | 6                  |             |
| Dans mi amor                   | 2003  | 29-03-2003                  | 42                 | 4                  |             |